# Kazuma Oseto
Kazuma Oseto (Japón, 5 de agosto de 1994) es un atleta japonés especializado en la prueba de 100 m, en la que consiguió ser subcampeón mundial juvenil en 2011.

## Carrera deportiva
En el Campeonato Mundial Juvenil de Atletismo de 2011 ganó la medalla de plata en los 100 metros, con un tiempo de 10.52 segundos, llegando a meta tras el jamaicano Odail Todd (oro con 10.51 segundos) y por delante del francés Mickaël Zézé (bronce con 10.57 segundos).